# John Dahlquist

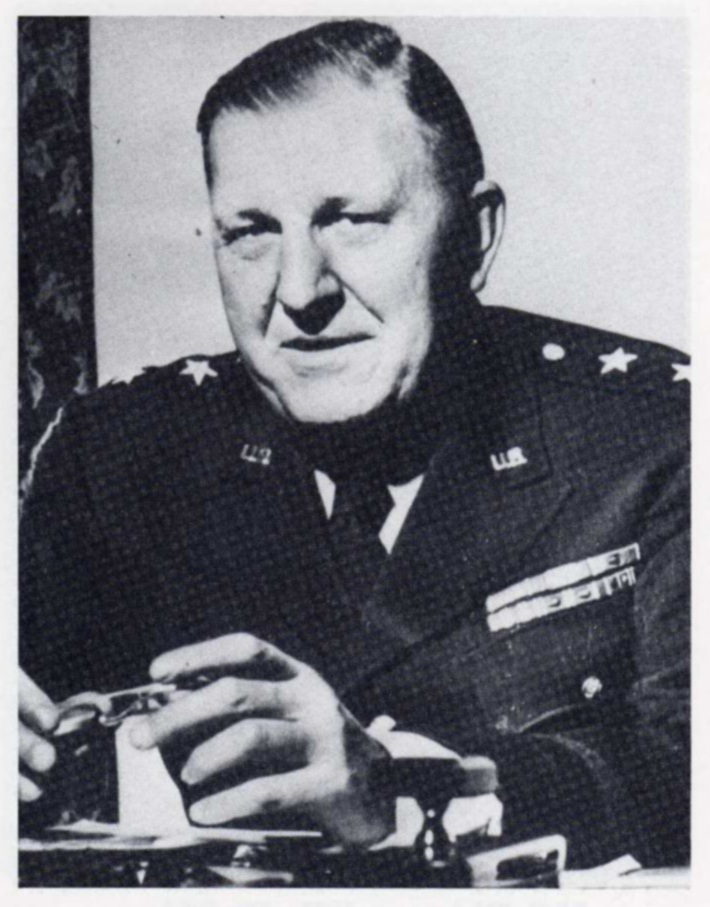
John E Dahlquist

John Ernest Dahlquist (* 12. März 1896 in Minneapolis, Minnesota; † 30. Juli 1975 in Fort Lauderdale, Florida) war ein General der US Army im Zweiten Weltkrieg. Er hatte insgesamt das Kommando über drei verschiedenen Divisionen und erreichte den Rang eines Vier-Sterne-Generals.

## Biographie
Dahlquist wurde in Minneapolis, Minnesota geboren. Seine Eltern stammten aus Dalsland, Schweden. Er machte seinen Abschluss an der University of Minnesota und diente in der Besatzungsarmee Deutschlands nach dem Ersten Weltkrieg. An der U.S. Army Infantry School lehrte er von 1924 bis 1928. Er graduierte und verließ die Command and General Staff School 1931, er wurde auf die Philippinen versetzt. Zwischen 1935 und 1936 studierte er am Army War College. Er diente im Army General Staff in der Personnel Division nach seinem Abschluss.

### Zweiter Weltkrieg
Zu Beginn des amerikanischen Kriegseintritts in den Zweiten Weltkrieg wurde er 1942 Assistant Chief of Staff für den Bereich Europa. Im selben Jahr wurde er Assistant Division Commander der 76. Infanterie-Division. 1943 wurde er der erste Kommandeur 70. Infanterie-Division und 1944 Kommandeur der 36. Infanterie-Division.
Seine stärkste Kritik erhielt Dahlquist während des Kommandos der 36. Infanterie-Division. Zu dieser Einheit gehörte das 442nd Infantry Regiment ein Regiment, das sich ausschließlich aus japanischstämmigen Amerikanern zusammensetzte. Dieses Regiment schickte er am 24. Oktober 1944 auf ein Himmelfahrtskommando, um  bei St. Die (weiße) amerikanische Soldaten zu befreien – das sogenannte Lost Bataillon. Das 442nd Infantry Regiment hatte Verluste von 800 Mann (inklusive 121 Toten), um 211 Soldaten zu retten.
Am 8. Mai 1945 ergab sich Hermann Göring der 36. Infanterie-Division. Da Dahlquist fließend deutsch sprach, war er der erste US-Soldat, der Göring vernahm. Pressefotos von Dahlquist, der sich offensichtlich in ungezwungener Atmosphäre mit Göring unterhielt, führten zu Protesten in der amerikanischen Öffentlichkeit.
Nach dem Krieg kehrte er in die USA zurück. Er kommandierte die 1. Infanterie Division, das V Corps, die vierte US-Armee, die Army Field Forces. 1954 wurde er Vier-Sterne-General. Er war zum Ende seiner Laufbahn Oberbefehlshaber des Continental Army Command und ging 1956 in den Ruhestand. Er starb 1975 und wurde auf dem Arlington National Cemetery bestattet.

### Ehe
Dahlquist war mit Ruth D. Dahlquist verheiratet. Beide wurden in Arlington bestattet. Sie hatten einen Sohn Donald John (1932–1993) und zwei Enkel: John William und Donette Ruth.

## Orden und Auszeichnungen
Dahlquist wurde 1954 mit einem Master of Arts ehrenhalber durch die University of Minnesota geehrt.
- Distinguished Service Cross
- Army Distinguished Service Medal
- Silver Star
- Legion of Merit
- Bronze Star
- World War I Victory Medal
- Army of Occupation of Germany Medal
- American Defense Service Medal
- American Campaign Medal
- European-African-Middle Eastern Campaign Medal
- World War II Victory Medal
- Army of Occupation Medal
- National Defense Service Medal

## Weiteres
Dahlquists Rolle im Zusammenhang des 442th Regiment wird im Dokumentarfilm The War von Ken Burns dokumentiert.